# Врх-при-Долскем
Врх-при-Долскем (словен. Vrh pri Dolskem) — поселення в общині Дол-при-Любляні, Осреднєсловенський регіон, Словенія. 
Висота над рівнем моря: 573,1 м.